# Jaume Torres i Grau
Jaume Torres i Grau (* 1879 in Barcelona; † 1945 in Barcelona) war ein katalanischer Architekt des Modernisme und des Noucentisme. Er ist ein Bruder des Architekten Raimon Torres i Grau, und Onkel des Architekten Josep Torres i Clavé.

## Biografische Daten
Jaume Torres erhielt seinen Titel als Architekt im Jahr 1903. Gemeinsam mit seinem Bruder Raimon als Geschäftsführer, bildete er das Büro Societat Torres Germans (‚Gesellschaft Brüder Torres‘). Hier entwarf er mehrere Gebäude im Stil des Modernisme, wie die Wohnhäuser in der Carrer d’Aribau und der Carrer de París (1905–1907), die Cases Ramos (1906), wohl sein bedeutendster Entwurf des Modernisme, oder die Casa Elena Castellano (1906–1907).
1914 nahmen die Brüder an einem Wettbewerb für Absolventen aus Barcelona teil und gewannen den 2. Platz.
In den 1920er Jahren sind Torres Werke von neobarocken und klassizistischen Formen geprägt, entsprechend dem Stil des Noucentisme. Hier sind besonders das gemeinsam mit Josep Goday errichtete Post- und Telegraphen-Gebäude, prominent gelegen am Passeig de Colom, als „Torbau“ zur Via Laietana (1926–1928), sowie das Gebäude des FOCSA von Bedeutung.

## Werke
Wichtigste Werke in Barcelona:
- Modernisme:
  - 3 Wohnhäuser, Carrer de París 180, Carrer d’Aribau 178, 180–182 (1905, 1907, 1908)
  - Cases Ramos, Plaça de Lesseps 30–32 (1906)
  - Casa Elena Castellano, Carrer de Santa Anna 21 (1906–1907)
  - Wohnhäuser, Carrer d’Elkano 11–17 / Carrer del Poeta Cabanyes 54–67 (1909, hier ist bereits der Übergang zum Noucentisme erkennbar)
  - Villa, Carrer de Panamá (1913)
- Noucentisme, Monumentalisme
  - Industriegebäude für Lluís Casali, Carrer de Torres Amat 1 (1917, 2. Erwähnung beim Preis der Stadtregierung für das beste Haus 1918; im Jahr 1938 völlig umgebaut)
  - Edifici de Correus i Telègrafs (‚Post- und Telegraphen-Gebäude‘), Passeig de Colom / Via Laietana (1926–1928, gemeinsam mit Josep Goday i Casals)
  - Seu de Foment d’Obres i Construccions (FOCSA) (Sitz von Entwicklung von Projekten und Konstruktionen‘), Carrer de Balmes 36–42 (1924, 1. Preis beim Preis der Stadtregierung für das beste Haus 1926)
  - Casa Torres i Grau, Passeig de Sant Joan (1928).

## Bildergalerie

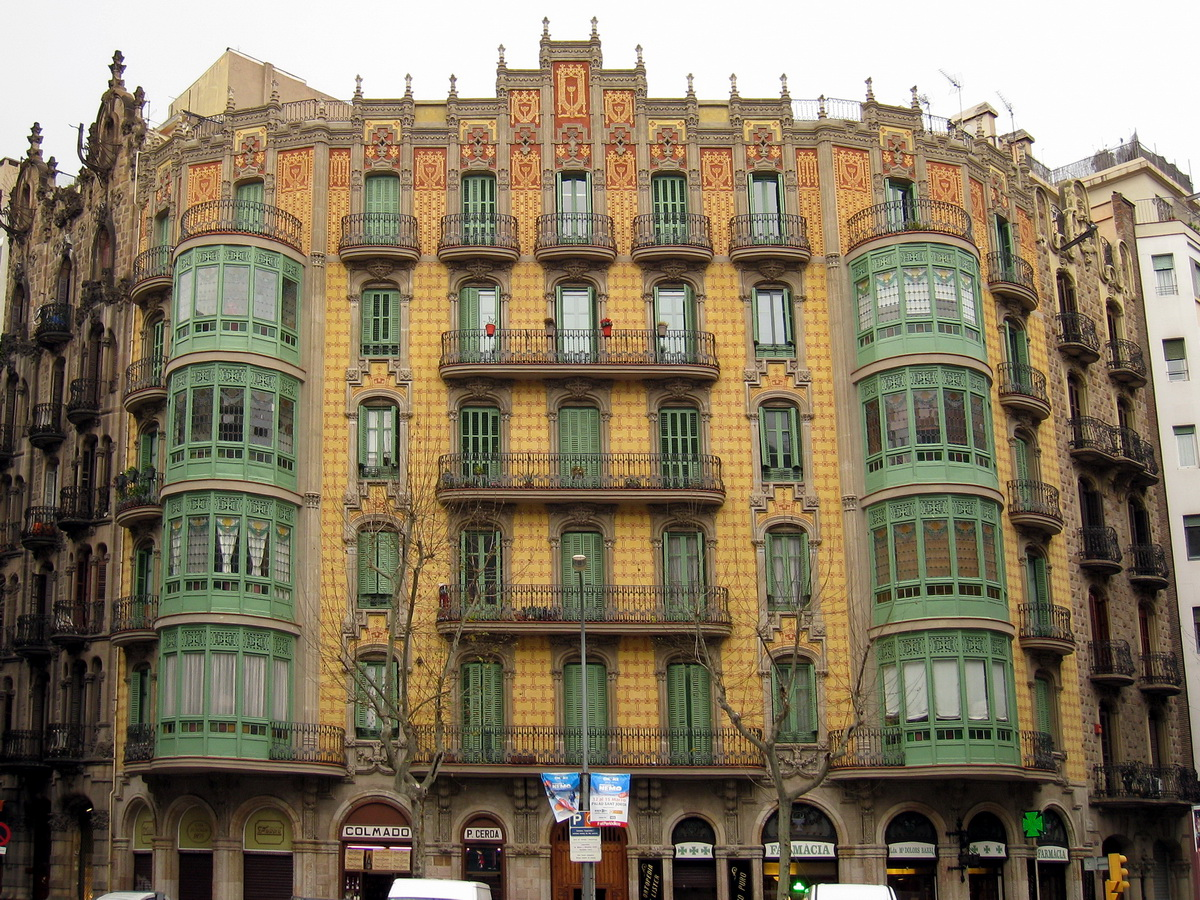
3 Wohnhäuser, Carrer d’Aribau
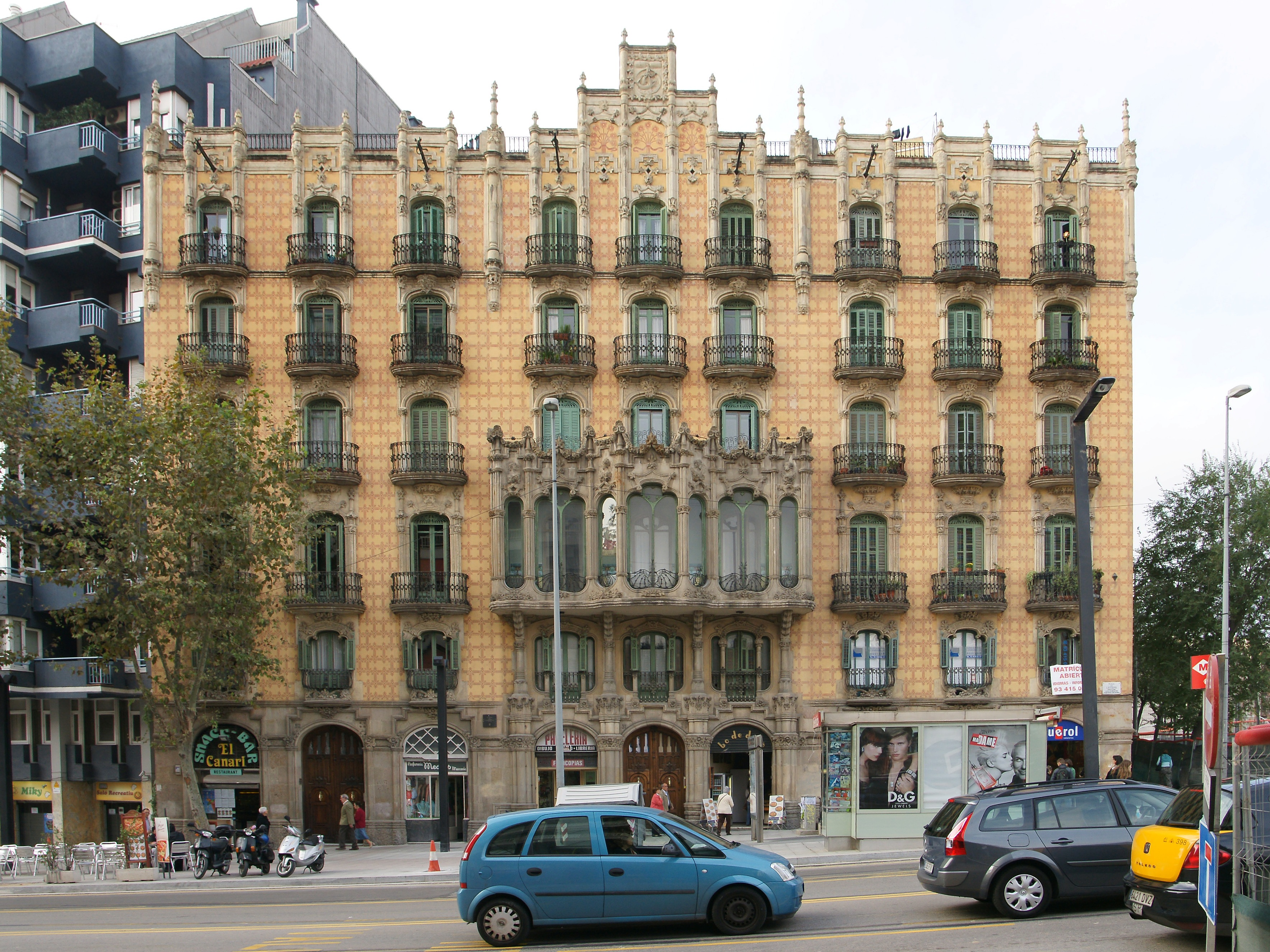
Cases Ramos
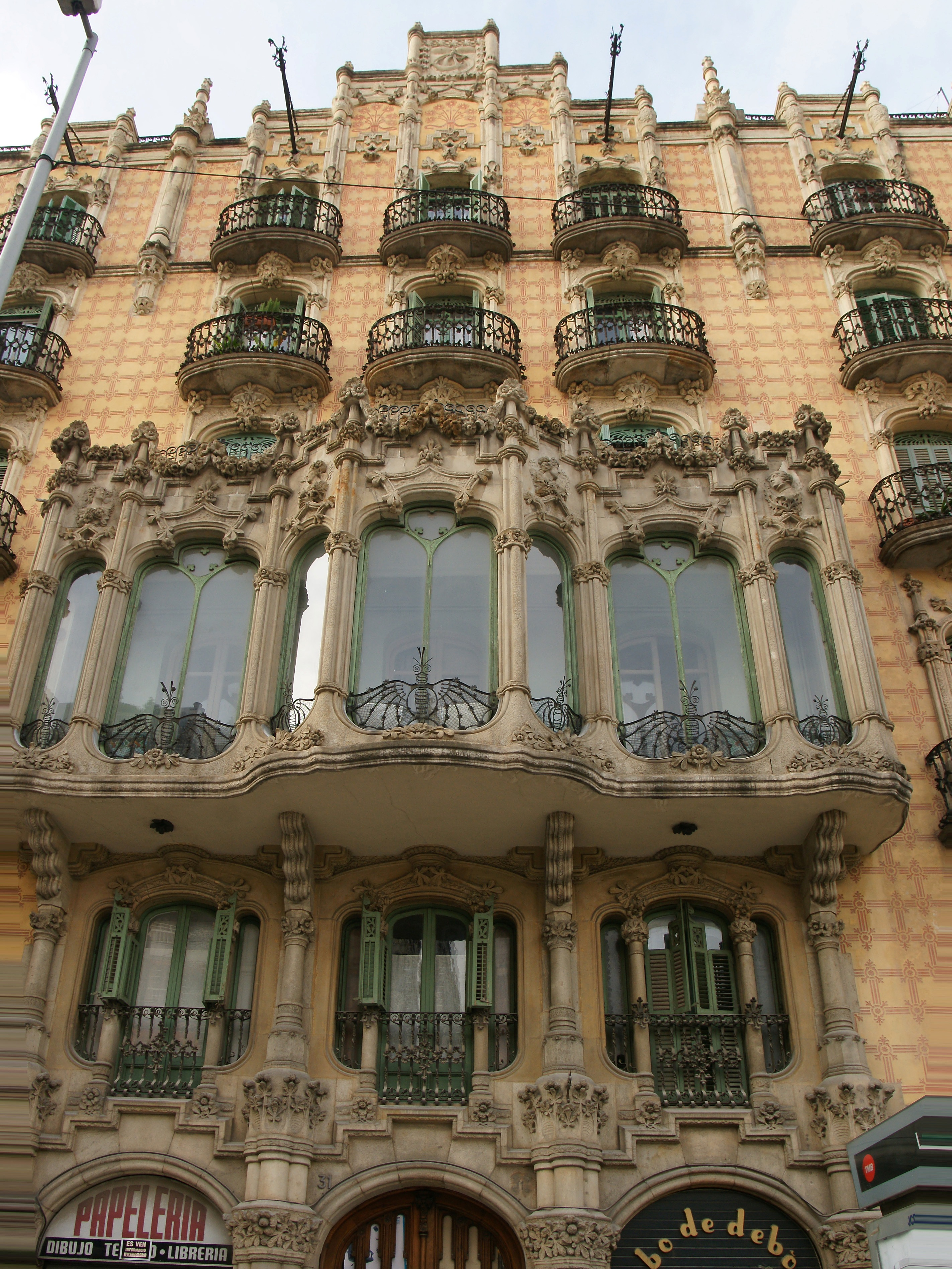
Cases Ramos
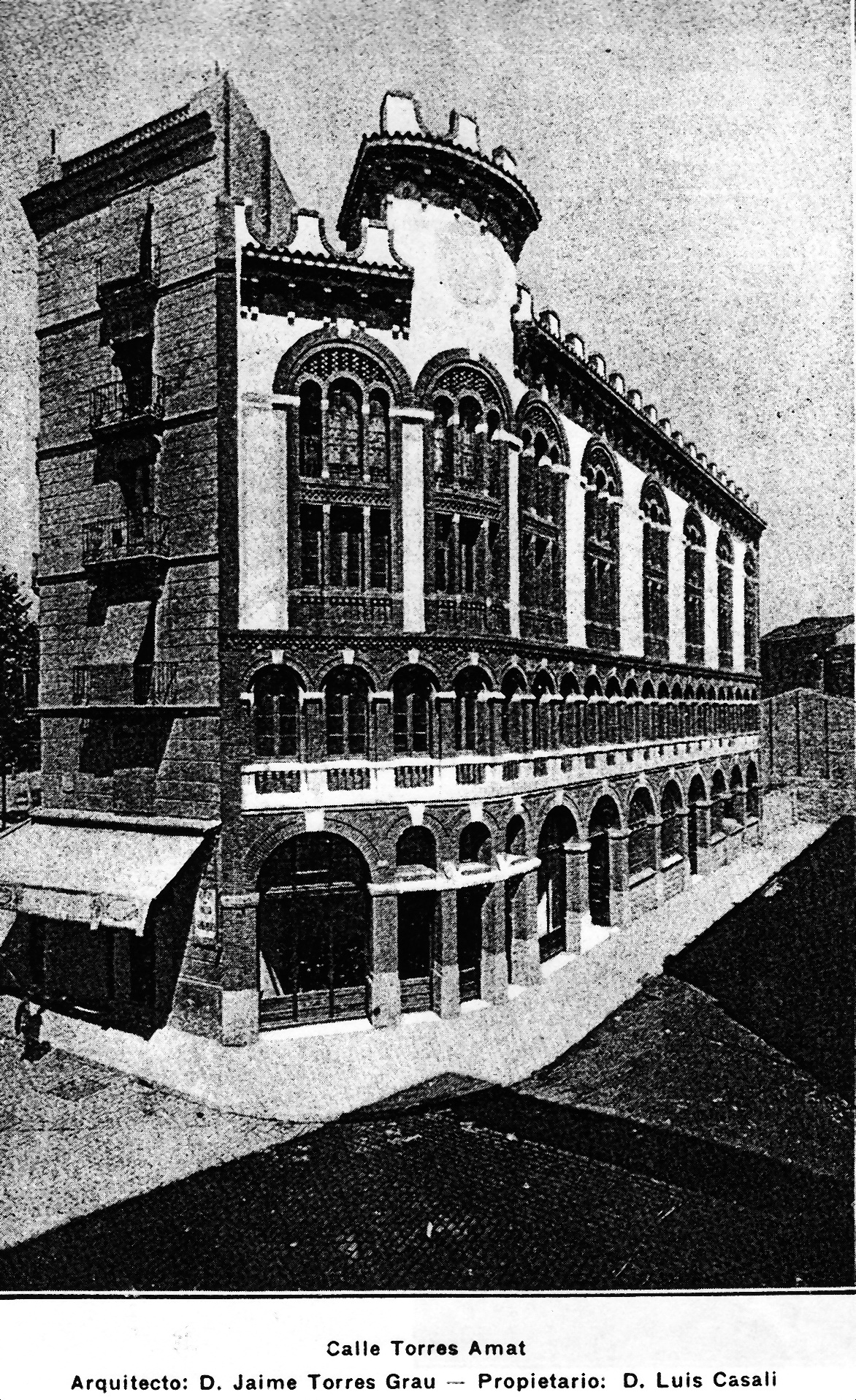
Industriegebäude Lluís Casali
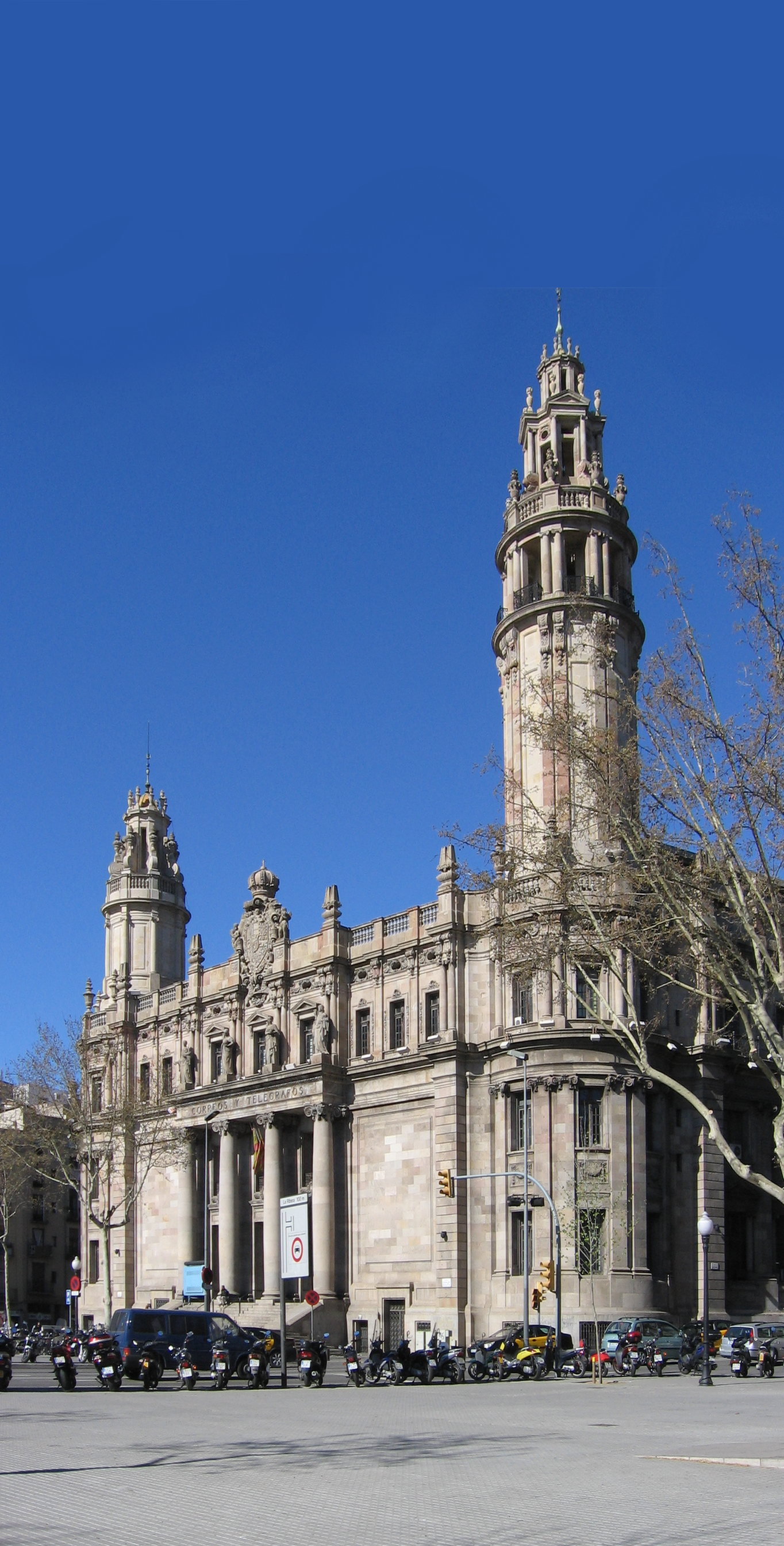
Edifici de Correus i Telègrafs
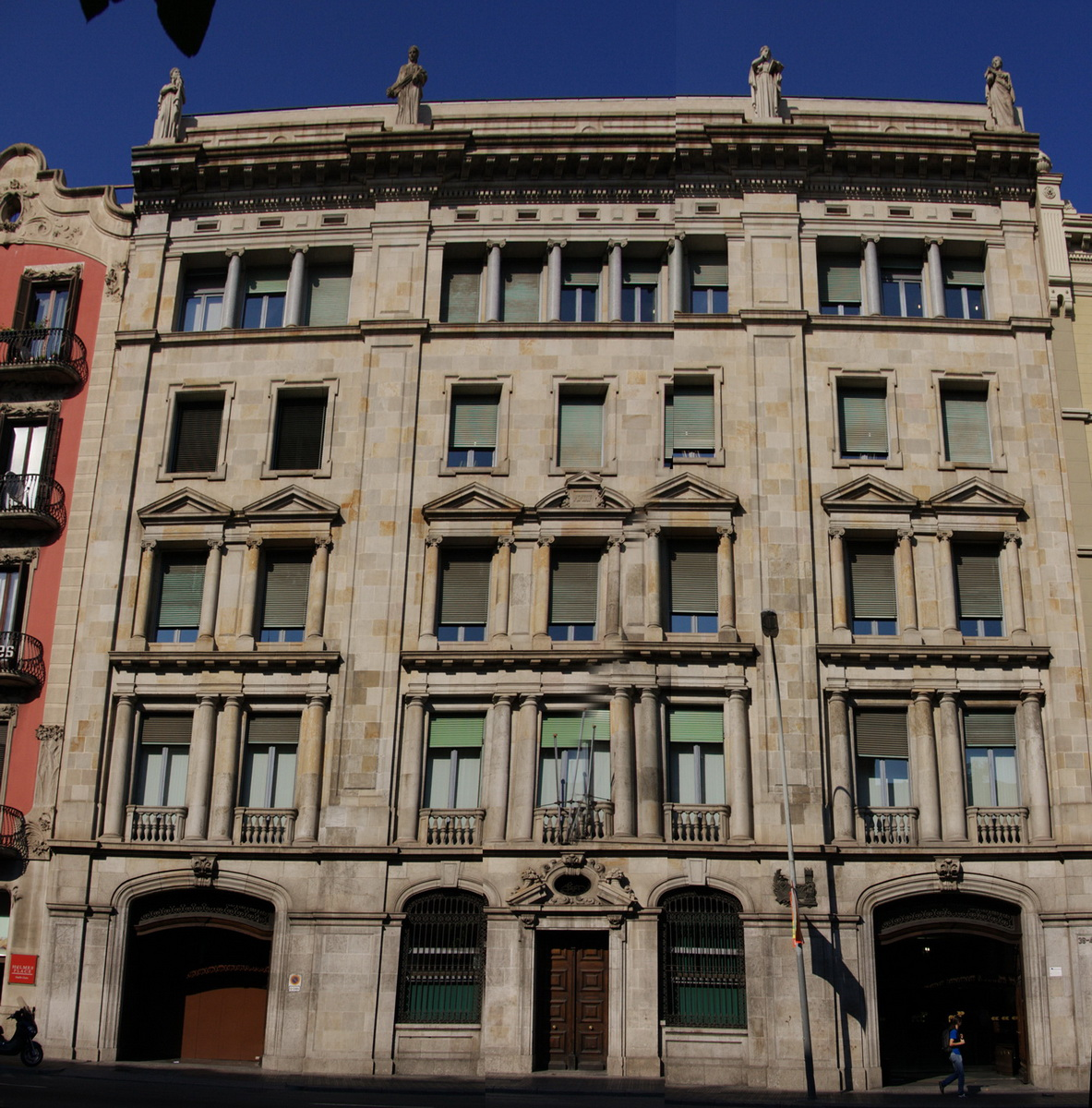
Foment d’Obres i Construccions